# Dirty Money (sèrie de televisió)
Dirty Money és una sèrie de televisió original de Netflix que explica històries de corrupció corporativa, frau en valors i comptabilitat creativa. Els sis episodis d’una hora de durada van començar a transmetre’s a Netflix el 26 de gener de 2018. Entre els productors executius del programa hi ha el documentalista Alex Gibney, guanyador d'un Oscar. Cada episodi se centra en un exemple de corrupció corporativa i inclou entrevistes amb actors clau de cada història. Una segona temporada del programa es va estrenar l'11 de març de 2020.

## Episodis

### Temporada 1 (2018)
| Núm. total                                                                           | Núm. de la temporada | Títol                   | Direcció        | Data d'estrena original |
| ------------------------------------------------------------------------------------ | -------------------- | ----------------------- | --------------- | ----------------------- |
| 1                                                                                    | 1                    | «Hard NOX»              | Alex Gibney     | 26 de gener de 2018     |
| Subjecte: Escàndol de les emissions.                                                 |                      |                         |                 |                         |
| 2                                                                                    | 2                    | «Payday»                | Jesse Moss      | 26 de gener de 2018     |
| Subjecte: Scott Tucker i préstecs a curt termini als Estats Units.                   |                      |                         |                 |                         |
| 3                                                                                    | 3                    | «Drug Short»            | Erin Lee Carr   | 26 de gener de 2018     |
| Subjecte: Valeant Pharmaceuticals, i com varen ser investigats per Fahmi Quadir.     |                      |                         |                 |                         |
| 4                                                                                    | 4                    | «Cartel Bank»           | Kristi Jacobson | 26 de gener de 2018     |
| Subjecte: HSBC blanqueig de diners per al càrtel de Sinaloa, Hesbol·là i altres.     |                      |                         |                 |                         |
| 5                                                                                    | 5                    | «The Maple Syrup Heist» | Brian McGinn    | 26 de gener de 2018     |
| Subjecte: Great Canadian Maple Syrup Heist, o el gran atac de xarop d'auró canadenc. |                      |                         |                 |                         |
| 6                                                                                    | 6                    | «The Confidence Man»    | Fisher Stevens  | 26 de gener de 2018     |
| Subjecte: Donald Trump                                                               |                      |                         |                 |                         |

### Temporada 2 (2020)
| Núm. total | Núm. de la temporada | Títol                  | Direcció                      | Data d'estrena original |
| --- | -------------------- | ---------------------- | ----------------------------- | ----------------------- |
| 7 | 1                    | «The Wagon Wheel»      | Dan Krauss                    | 11 de març de 2020      |
| Wells Fargo va ser vist durant molt de temps com el "fill d'or" de la banca. Però els antics empleats detallen les pràctiques implacables i fraudulentes que van alimentar el seu creixement.                           |                      |                        |                               |                         |
| 8 | 2                    | «The Man at the Top»   | Zachary Heinzerling           | 11 de març de 2020      |
| Festes fastuoses, articles de luxe, préstecs dubtosos: escàndols al voltant del primer ministre Najib Razak van sacsejar Malàisia i van deixar la nació ofegada en deutes.                                              |                      |                        |                               |                         |
| 9 | 3                    | «Slumlord Millionaire» | Daniel DiMauro i Morgan Pehme | 11 de març de 2020      |
| Quan Jared Kushner va passar d'hereu immobiliari a assessor de la Casa Blanca, periodistes i defensors de l'habitatge van descobrir patrons inquietants a les seves propietats.                                         |                      |                        |                               |                         |
| 10 | 4                    | «Dirty Gold»           | Stephen Maing                 | 11 de març de 2020      |
| Darrere de les enormes quantitats d'or que flueixen cada any als Estats Units hi ha una enredada xarxa de blanqueig de diners, mineria il·legal i destrucció ambiental.                                                 |                      |                        |                               |                         |
| 11 | 5                    | «Guardians, Inc.»      | Kyoko Miyake                  | 11 de març de 2020      |
| El rampant abús de lleis destinades a protegir les persones grans ha deixat a molts ancians sense diners, impotents i aïllats de les seves famílies.                                                                    |                      |                        |                               |                         |
| 12 | 6                    | «Point Comfort»        | Margaret Brown                | 11 de març de 2020      |
| Residents de la petita ciutat de Texas, Point Comfort (Texas)estaven ansiosos per donar la benvinguda a una planta massiva de plàstics, fins que els productes químics tòxics van començar a afectar la seva comunitat. |                      |                        |                               |                         |

## Recepció
La reacció a la sèrie ha estat extremadament positiva. Rotten Tomatoes va informar que el 100% dels crítics han donat a la primera temporada una crítica positiva basada en 13 comentaris, amb una qualificació mitjana de 7,92/10. El consens dels crítics del lloc diu: "Informatiu i aterridor, Dirty Money exposa la mentalitat única de la cobdícia empresarial". A Metacritic, la primera temporada té una puntuació mitjana ponderada de 80 sobre 100 basada en 6 crítiques, que indiquen "crítiques generalment favorables". Brian Lowry de CNN explica la principal premissa que "per als defensors pro empresarials de la desregulació... ofereix una rèplica senzilla, però poderosa: mireu el comportament terrible i poc ètic amb què les entitats corporatives arriben a anar quan pensen que ningú no ho mira".